# Sorus (varens)

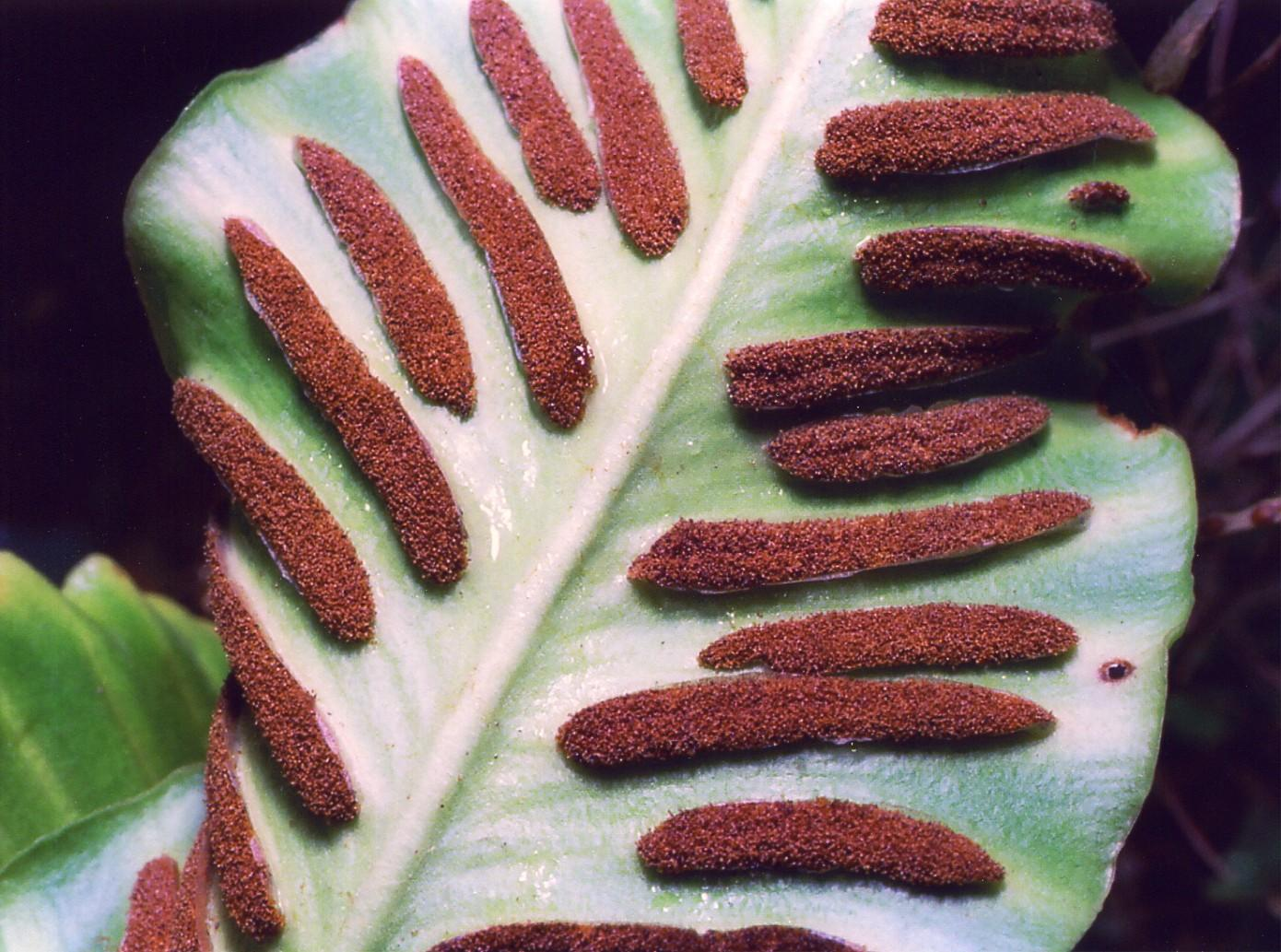
Tongvaren (Asplenium scolopendrium) met langwerpige sori. Elk bolletje is een sporendoosje

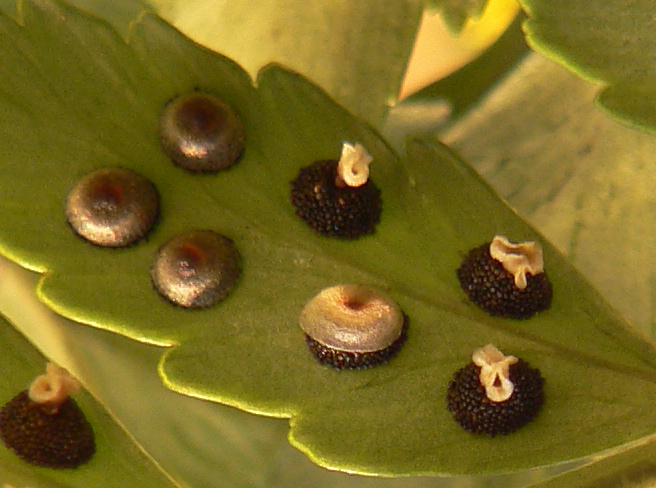
Naaldvaren (Polystichum sp.) met ronde sori met dekvlies

De sorus (meervoud: sori) is een afgebakend cluster van sporangia op de onderzijde (abaxiale zijde) of de rand van het blad van varens. De sorus wordt ook wel (correct) sporangiënhoopje genoemd. De misleidende en wat verouderde term sporenhoopje wordt nog vaak gebruikt. De naam sorus is de Latijnse vorm van het Griekse σωρός (sooros: hoop). De sorus is een voortplantingsstructuur bij varens.
Bij veel soorten wordt de sorus afgedekt door een indusium dat bij de Nederlandse soorten de vorm van een dekvliesje heeft. Dat beschermt de sporenhoopjes tot ze rijp zijn en valt daarna af, scheurt in of verschrompelt.

## Voorkomen en variatie
Sori worden gevonden bij varens behorend tot de Polypodiopsida, echter niet bij alle leden van die groep. Wanneer de sporangiën niet in herkenbare eenheden zijn gegroepeerd, maar bijvoorbeeld het hele bladoppervlak bedekken (acrostichoid) of de nerven volgen (reticulaat) spreekt men niet van sori. Ook bij Cycas staan de mannelijke sporangia, zij het soms moeilijk herkenbaar, in groepjes die soms sori worden genoemd.
Wanneer niet alle bladen van een varen sori hebben spreken we van vruchtbare of fertiele sporofyllen en onvruchtbare of steriele trofofyllen. Bij sommige soorten zoals de struisvaren en dubbelloof zijn deze bladen uiterlijk heel verschillend. De Nederlandse naam 'dubbelloof' geeft dat dan ook aan.
De sori kunnen zeer verschillend van vorm zijn, van uiterst langwerpig tot rond. Ook de plaats op het blad is gevarieerd: langs de nerf, tegen de bladrand of midden op de bladschijf. Soms vloeien ze samen of bedekken ze de volledige oppervlakte van het blad.
De vorm en plaats van de sori op het blad en de aanwezigheid en vorm van het dekvliesje zijn belangrijke determinatiekenmerken bij varens. Zo hebben de varens van het geslacht Asplenium, ook wel streepvarens genoemd, typische langgerekte, streepvormige sori, terwijl de niervarens en de naaldvarens ronde sori met niervormige resp. ronde dekvliesjes hebben.
In de negentiende eeuw was de indeling van de varens in families vrijwel geheel gebaseerd op de vorm en de plaatsing van de sori. Dit was in navolging van de zaadplanten, waar immers ook de voortplantingsorganen (de bloemen) de basis voor de indeling vormen. Deze rigide indeling op grond van slechts één kenmerk leidde echter tot het ongewenst samenvoegen of scheiden van varensoorten die in alle overige kenmerken geheel niet dan wel zeer sterk op elkaar geleken. Latere indelingen baseerden zich dan ook op een veelheid aan kenmerken, waarvan de vorm en plaatsing van de  sorus er slechts één is. Met de opkomst van de moleculaire taxonomie is dat idee weer verlaten en is nog slechts een kenmerk (de genealogie die is vastgelegd in het DNA) de basis voor de indeling.